# Ivy Cavendish-Bentinck
Ivy Cavendish-Bentinck de Portland (Ivy Cavendish-Bentinck de Portland, nacida como Ivy Gordon-Lennox, 16 de junio de 1887 - 3 de marzo de 1982) fue una aristócrata británica.
Nació el 16 de junio de 1887 en Londres y era hija de Señor Algernon Gordon-Lennox y Blanche Maynard. El 12 de agosto de 1915 se casó con Guillermo Cavendish-Bentinck, 7.º duque de Portland. Juntos tuvieron dos hijas:
- Señora Alejandra Margarita Ana (1916-2008), nunca se casó.
- Señora Victoria Margarita (1918-1955), se casó con Don Gaetano Parente, príncipe de Castel Viscardo. Tuvieron 1 hijo.[5]

Murió el 3 de marzo de 1982 en Welbeck Woodhouse a los 94 años. Está enterrada en la Iglesia de Santa Mildred en Holbeck.

## Títulos
- 16 de junio de 1887 - 8 de noviembre de 1912: Señorita Ivy Gordon-Lennox
- 8 de noviembre de 1912 - 15 de agosto de 1915: La Honorable Ivy Gordon-Lennox
- 15 de agosto de 1915 - 12 de abril de 1943: La Marquesa de Titchfield
- 12 de abril de 1943 - 21 de marzo de 1977: Su Alteza Real La Duquesa de Portland
- 21 de marzo de 1977 - 3 de marzo de 1982: Su Alteza Real La Duquesa Viuda de Portland